# Jajczay János
Jajczay János (Budapest, 1892. május 8. – Budapest, 1976. május 22.) magyar művészettörténész, könyvtáros, egyetemi tanár.

## Élete

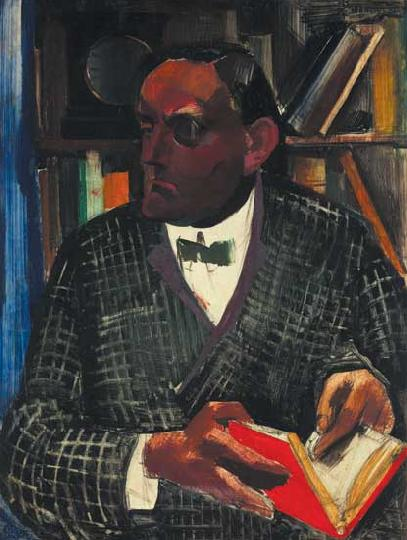
Aba-Novák Vilmos: Jajczay János portréja (1930-31)

Jajczay János és Peel Katalin fiaként született. A budapesti tudományegyetemen jogi doktorátust, majd 1920-ban a bécsi egyetemen művészettörténetből bölcsészdoktori diplomát szerzett. Ezt követően Berlinben és Drezdában tanult, közben 1921-től 1923-ig a berlin-babelsbergi filmgyár művészettörténész szakértője volt. 1923-ban hazatért, és a Fővárosi Könyvtár könyvtárosa lett. 
1927-ben hosszabb tanulmányutat tett Görögországban, majd 1929 és 1930 között Római Magyar Intézet ösztöndíjasa volt, ahol tanulmányai mellett az intézet könyvtárát is rendezte. Rómában barátságot kötött Aba-Novák Vilmossal, Molnár C. Pállal és Patkó Károllyal, valamint a római iskola több más tagjával is. Aba-Novák Jajczay-ról 1930-31-ben portrét is festett, mely jelenleg magántulajdonban van.
Jajczay 1939-ben a Szent István Akadémia tagja lett. 1940-ben magyar egyházi művészet tárgykörben magántanári képesítést szerzett, és 1944-ig a kolozsvári Ferenc József Tudományegyetemen az egyházi művészet nyilvános rendkívüli tanára volt. 1940-től a Katholikus Szemle Képzőművészeti Szemle c. művészeti rovatát is vezette. 1947-től 1950-ig a Fővárosi Könyvtár főfelügyelőjeként dolgozott, 1947 és 1951 között pedig a Szegedi Tudományegyetemen volt az egyházi művészet nyilvános rendkívüli tanára.
Kutatási területei a középkori egyetemes és magyar egyháztörténet, a budapesti templomok oltárképei és a monumentális szakrális művészet fővárosi emlékei voltak, emellett  Árpád-házi Szent Margit ikonográfiájával és a karácsonyi ábrázolások történetével foglalkozott. Tagja volt az Irodalomtörténeti Társaságnak, a Kévének, a Képzőművészeti Társulatnak, az Iparművészeti Társulatnak és Numizmatikai Társaságnak, illetve a Patria Clubnak is.
Felesége Kanyó Erzsébet művészettörténész volt. 1976-ban hunyt el Budapesten, a rákoskeresztúri Új köztemetőben nyugszik. Sírját a Nemzeti Emlékhely és Kegyeleti Bizottság 2005-ben védetté nyilvánította.

## Főbb művei
- Császári követ fogadása Budán a török idők alatt a fővárosi könyvtár egy vízfestményén (Bp., 1936)
- Mai magyar egyházművészet (Bp., 1938)
- 1848-49 a kisnyomtatványok tükrében (Kőhalmi Bélával és Kanyó Erzsébettel, Bp., é. n.)
- Pest-budai figurák a múlt század harmincas éveiből. Max Felix Paul rajzai a fővárosi könyvtárban (Bp., 1940)
- Karácsony a művészetben (Schwartz Elemérrel, Bp., 1942)
- Árpádházi Szent Margit hétszázéves arculata (Bp., 1943)
- Karácsony a művészetben (német, spanyol, és angol nyelven is, Bp., 1972)
- Duccio (Bp., 1973)